# Långetjärnen (Dals-Eds socken, Dalsland, östra)
Långetjärnen är en sjö i Dals-Eds kommun i Dalsland och ingår i Örekilsälvens huvudavrinningsområde.